# 南子安
南子安（みなみこやす）は、千葉県君津市の地名。現行行政地名は大字南子安および南子安1丁目から9丁目。郵便番号は299-1162。

## 地理
市内北西部、小糸川下流右岸に位置する。地内の大半は市街地であり、国道127号沿いには飲食店や商業施設が立ち並ぶ。東端部は木更津市との境界をなす山林である。
西から北にかけて北子安、北東で木更津市畑沢、東で三直・八重原・内蓑輪・内箕輪、南で外箕輪・杢師とそれぞれ接する（特記ないものは君津市）。
地内北東部が大字南子安で、西端から国道127号にかけて1丁目 - 7丁目、国道127号の東側に8丁目・9丁目が所在する。

## 歴史

### 地名の由来
地内に所在する子安神社の社名に由来するとされる。

### 沿革
- 江戸時代 - 周淮郡南子安村成立。当初は清水家領、のち幕府領。
- 1873年（明治6年） - 南子安村、千葉県に所属。
- 1889年（明治22年）4月1日 - 町村制施行により周淮郡八重原村大字南子安となる。地内に八重原村役場が設置。
- 1897年（明治30年）4月1日 - 八重原村、郡統合により君津郡所属となる。
- 1943年（昭和18年）4月1日 - 八重原村と周西村が合併し君津郡君津町が成立、同町の大字となる。
- 1943年（昭和18年） - 一部が八重原として分立。
- 1971年（昭和46年）9月1日 - 君津町が市制施行し、君津市となる。
- 1975年（昭和50年）4月1日 - 君津市立南子安小学校創立[4]。
- 1975年（昭和50年）6月7日 - 南子安保育園開園[4]。
- 1981年（昭和56年）12月1日 - 一部で住居表示実施[4]、南子安1丁目 - 9丁目成立[注 1]、一部が杢師1丁目・4丁目に編入。

## 統計
|             | 世帯数 | 人口  | 地図                               |
| ----------- | ------ | ----- | ---------------------------------- |
| 南子安      | 90     | 202   | 北緯35度20分0秒 東経139度55分55秒  |
| 南子安1丁目 | 442    | 997   | 北緯35度19分43秒 東経139度54分47秒 |
| 南子安2丁目 | 293    | 694   | 北緯35度19分46秒 東経139度55分7秒  |
| 南子安3丁目 | 274    | 641   | 北緯35度19分37秒 東経139度54分55秒 |
| 南子安4丁目 | 778    | 1,749 | 北緯35度19分23秒 東経139度54分57秒 |
| 南子安5丁目 | 402    | 925   | 北緯35度19分34秒 東経139度55分8秒  |
| 南子安6丁目 | 574    | 1,449 | 北緯35度19分33秒 東経139度55分19秒 |
| 南子安7丁目 | 124    | 252   | 北緯35度19分48秒 東経139度55分17秒 |
| 南子安8丁目 | 436    | 963   | 北緯35度19分50秒 東経139度55分32秒 |
| 南子安9丁目 | 253    | 621   | 北緯35度19分39秒 東経139度55分36秒 |
| 計          | 3,666  | 8,493 |                                    |

1. ↑  “平成29年君津市人口”.   君津市 (2017年11月8日). 2017年11月20日閲覧。
2. ↑  単位：世帯
3. ↑  単位：人

## 小・中学校の学区
市立小・中学校に通う場合、学区は以下の通りとなる。
| 大字・丁目  | 番地 | 小学校               | 中学校               |
| ----------- | ---- | -------------------- | -------------------- |
| 南子安      | 全域 | 君津市立八重原小学校 | 君津市立八重原中学校 |
| 南子安1丁目 | 全域 | 君津市立南子安小学校 | 君津市立君津中学校   |
| 南子安2丁目 | 全域 | 君津市立南子安小学校 | 君津市立君津中学校   |
| 南子安3丁目 | 全域 | 君津市立南子安小学校 | 君津市立君津中学校   |
| 南子安4丁目 | 全域 | 君津市立南子安小学校 | 君津市立君津中学校   |
| 南子安5丁目 | 全域 | 君津市立南子安小学校 | 君津市立君津中学校   |
| 南子安6丁目 | 全域 | 君津市立南子安小学校 | 君津市立君津中学校   |
| 南子安7丁目 | 全域 | 君津市立南子安小学校 | 君津市立君津中学校   |
| 南子安8丁目 | 全域 | 君津市立八重原小学校 | 君津市立八重原中学校 |
| 南子安9丁目 | 全域 | 君津市立八重原小学校 | 君津市立八重原中学校 |

## 交通
地内を通る鉄道路線はない。最寄駅はJR内房線君津駅。

### バス
- 日東交通
  - 君津市内循環線 君津駅北口 - 君津製鐵所 - 大和田 - 君津駅北口 - 君津市役所 - 南子安 - 八重原社宅（循環ルート）
  - 三島線 木更津駅西口行・中島行
- 君津市コミュニティバス
  - 小糸川循環線 君津グラウンドゴルフ場 - 常代5丁目 - 君津駅南口 - 君津市役所 - 南子安4丁目 - 君津バスターミナル - 常代5丁目 - （小糸郵便局前） - 君津グラウンドゴルフ場（循環ルート）

### 道路
一般国道
- 国道127号（内房なぎさライン）

## 施設
南子安
- 清和大学附属八重原幼稚園
- 君津市北子安配水場

南子安1丁目
- 君津市子育て支援センター
- 関東農政局千葉地域センター君津支所
- 日鉄物流君津南子安寮
- 君津市消防団　第二分団　機庫

南子安2丁目
- 空蔵院
- ゲオ君津南子安店

南子安3丁目
- 子安神社
- 君津市立南子安保育園
- 松ノ井公園[6]

南子安4丁目
- 君津南子安郵便局
- 千葉信用金庫君津東支店
- セブン-イレブン君津南子安4丁目店
- 日鉄環境君津寮
- 大道沢緑道[6] - 4丁目と6丁目にまたがる。

南子安5丁目
- 君津市立南子安小学校
- 善徳寺

南子安6丁目
- 千葉県警察本部君津合同庁舎
- ファッションセンターしまむら君津店
- ツルハドラッグ君津店
- イエローハット君津中央店
- デニーズ君津店
- とんでん君津店
- かっぱ寿司君津店
- スーパー回転寿司やまと君津店
- カレーハウスCoCo壱番屋君津南子安店
- ローソン君津南子安六丁目店
- 日鉄物流君津南子安社宅
- 山九南子安社宅
- 馬見塚公園[6]

南子安7丁目
- 君津信用組合子安支店

南子安8丁目
- マクドナルド君津店
- スシロー君津店
- 稲荷神社
- 仲野原公園[6]

南子安9丁目
- ガスト君津店
- 夢庵君津店
- ローソン君津八重原店

公立小学校の学区は1丁目 - 7丁目が君津市立南子安小学校、8丁目・9丁目と大字南子安が君津市立八重原小学校。公立中学校は南子安小学校の学区が君津市立君津中学校、八重原小学校の学区が君津市立八重原中学校。